# NGC 155
NGC 155 este o galaxie lenticulară situată în constelația Balena (Cetus). A fost descoperită în 1 septembrie 1886 de către Lewis Swift. De asemenea, a fost observată încă o dată în anul 1886 de către Frank Muller și în 21 octombrie 1890 de către Guillaume Bigourdan.